# Soustons
Soustons [sustɔ̃] est une commune française située dans le département des Landes en région Nouvelle-Aquitaine.
Située dans la forêt des Landes et sur la Côte d'Argent, la ville bénéficie d'un cadre naturel privilégié avec 5 lacs et étangs et une plage océane longue de 6 kilomètres. Soustons est surnommé l'isle verte.
La commune est notamment connue pour avoir été l'un des lieux de résidence de François Mitterrand, qui y possédait le domaine de Latche.
Le gentilé est Soustonnais.

## Géographie

### Localisation

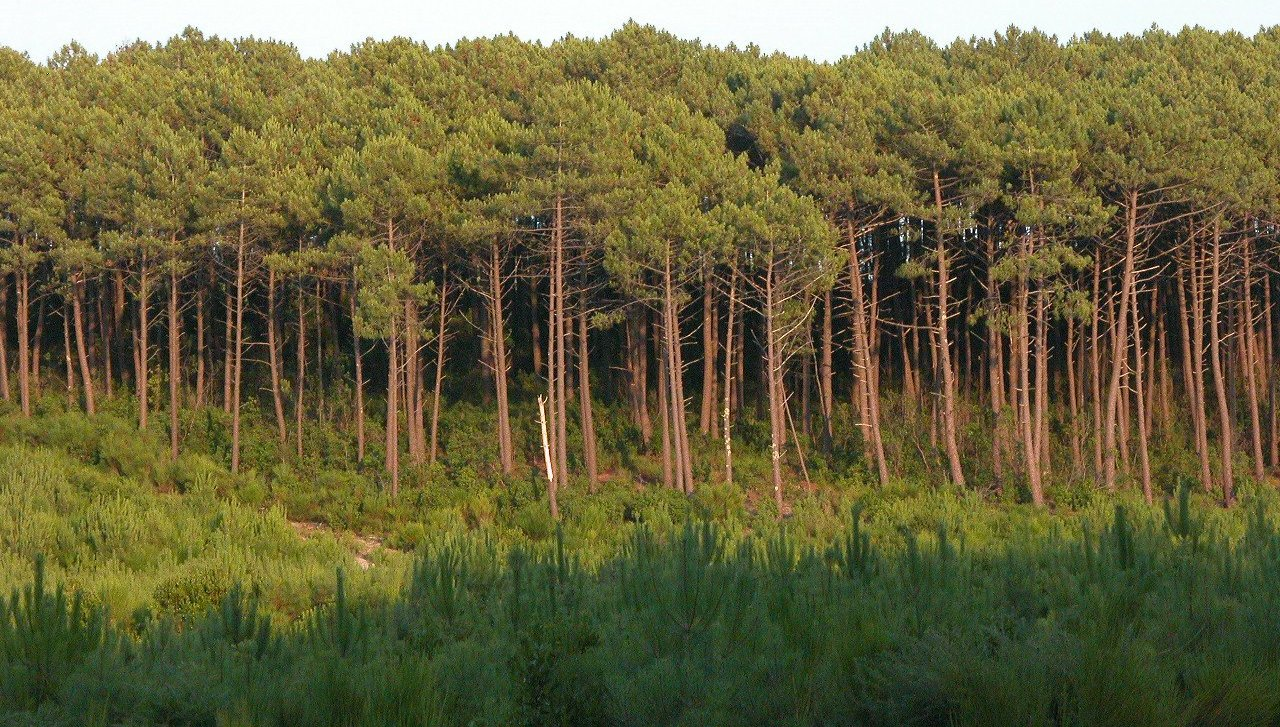
La forêt des Landes.

La commune est située dans la forêt des Landes au sud-ouest du département des Landes, en Marensin.
Le centre-ville se trouve sur les bords de l'étang de Soustons, tandis que la partie littorale de la commune appelée Soustons-Plage s'organise autour du lac marin de Port d'Albret, au sud de Vieux-Boucau-les-Bains et au nord de Seignosse.
Soustons dispose de deux plages surveillées en période estivale : l'une sur l'océan, l'autre sur le lac marin de Port d'Albret.

### Communes limitrophes
Les communes limitrophes sont Seignosse, Azur, Léon, Magescq, Messanges, Saint-Geours-de-Maremne, Tosse et Vieux-Boucau-les-Bains.
| Vieux-Boucau-les-Bains | Messanges | Léon, Azur              |
| Océan Atlantique       | Soustons  | Magescq                 |
| Seignosse              | Tosse     | Saint-Geours-de-Maremne |

### Climat
Pour des articles plus généraux, voir Climat de la Nouvelle-Aquitaine et Climat des Landes.
Historiquement, la commune est exposée à un climat océanique aquitain.

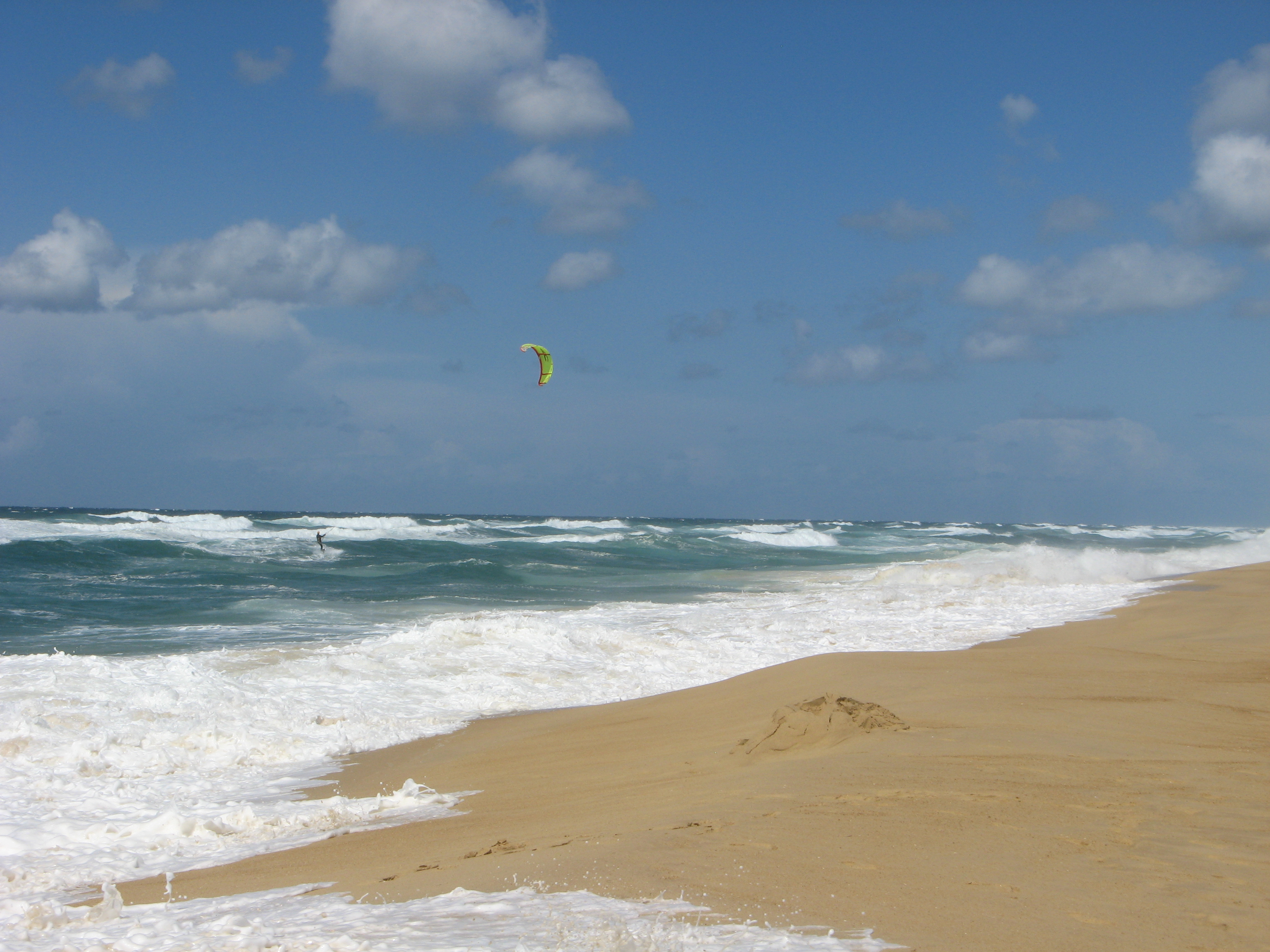
La plage océane

En 2020, Météo-France publie une typologie des climats de la France métropolitaine dans laquelle la commune est exposée à un climat océanique et est dans la région climatique  Littoral charentais et aquitain, caractérisée par une pluviométrie élevée en automne et en hiver, un bon ensoleillement, des hiver doux (6,5 °C), soumis à la brise de mer.
Pour la période 1971-2000, la température annuelle moyenne est de 13,6 °C, avec une amplitude thermique annuelle de 13,3 °C. Le cumul annuel moyen de précipitations est de 1 340 mm, avec 13,2 jours de précipitations en janvier et 8,1 jours en juillet. Pour la période 1991-2020, la température moyenne annuelle observée sur la station météorologique la plus proche, située sur la commune de Soorts-Hossegor à 13 km à vol d'oiseau, est de 14,9 °C et le cumul annuel moyen de précipitations est de 1 181,8 mm,. Pour l'avenir, les paramètres climatiques de la commune estimés pour 2050 selon différents scénarios d’émission de gaz à effet de serre sont consultables sur un site dédié publié par Météo-France en novembre 2022.

## Urbanisme

### Typologie
Au 1er janvier 2024, Soustons est catégorisée petite ville, selon la nouvelle grille communale de densité à sept niveaux définie par l'Insee en 2022.
Elle appartient à l'unité urbaine de Soustons, une unité urbaine monocommunale constituant une ville isolée,. Par ailleurs la commune fait partie de l'aire d'attraction de Soustons, dont elle est la commune-centre,. Cette aire, qui regroupe 2 communes, est catégorisée dans les aires de moins de 50 000 habitants,.
La commune, bordée par l'océan Atlantique, est également une commune littorale au sens de la loi du 3 janvier 1986, dite loi littoral. Des dispositions spécifiques d’urbanisme s’y appliquent dès lors afin de préserver les espaces naturels, les sites, les paysages et l’équilibre écologique du littoral, tel le principe d'inconstructibilité, en dehors des espaces urbanisés, sur la bande littorale des 100 mètres, ou plus si le plan local d’urbanisme le prévoit.

### Occupation des sols

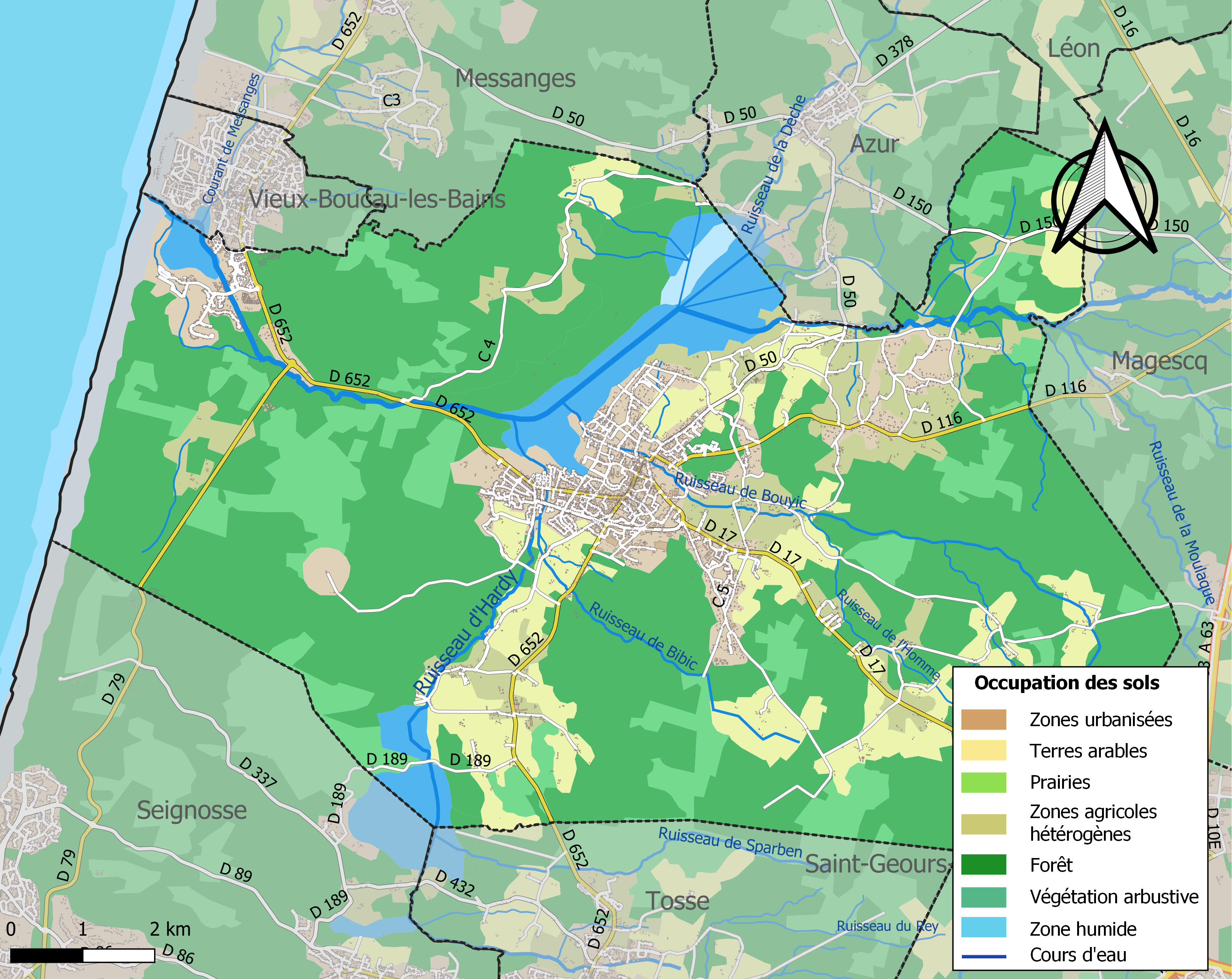
Carte des infrastructures et de l'occupation des sols de la commune en 2018 (CLC).

L'occupation des sols de la commune, telle qu'elle ressort de la base de données européenne d’occupation biophysique des sols Corine Land Cover (CLC), est marquée par l'importance des forêts et milieux semi-naturels (67,8 % en 2018), en diminution par rapport à 1990 (74,5 %). La répartition détaillée en 2018 est la suivante : forêts (55,5 %), milieux à végétation arbustive et/ou herbacée (11,1 %), terres arables (10,7 %), zones agricoles hétérogènes (8 %), zones urbanisées (6,8 %), eaux continentales (4,5 %), espaces ouverts, sans ou avec peu de végétation (1,2 %), zones industrielles ou commerciales et réseaux de communication (0,9 %), espaces verts artificialisés, non agricoles (0,9 %), zones humides intérieures (0,4 %). L'évolution de l’occupation des sols de la commune et de ses infrastructures peut être observée sur les différentes représentations cartographiques du territoire : la carte de Cassini (XVIIIe siècle), la carte d'état-major (1820-1866) et les cartes ou photos aériennes de l'IGN pour la période actuelle (1950 à aujourd'hui).

### Lieudits et hameaux
23 quartiers composent la commune de Soustons :
- Landouar et le Pont de Labarthe ;
- le Pey ;
- Barrail ;
- la Moliate ;
- l’Étang ;
- Campagnac ;
- Dumas et Mourmaou ;
- Costemale ;
- la Vigne et Bergan ;
- la Vigne et du Marché ;
- la Vigne et Marchannaou ;
- Mercade et Tres Barats (Tresbarats sur les cartes IGN) ;
- Bitcherounbieil (Bitcherounbieilh sur les cartes IGN) ;
- Bagnère ;
- Escurade et Lande du Pey ;
- le Moulin de Pey ;
- Pédollé (Pédolé sur les cartes IGN) ;
- Mongouarin ;
- Caplanne et Pyramide ;
- Broustic ;
- le Sable ;
- Guirauton ;
- la Lande et Montignon.

### Voies de communication et transports

#### Voies
| 464 odonymes recensés à Soustons au 20 janvier 2014 | 464 odonymes recensés à Soustons au 20 janvier 2014 | 464 odonymes recensés à Soustons au 20 janvier 2014 | 464 odonymes recensés à Soustons au 20 janvier 2014 | 464 odonymes recensés à Soustons au 20 janvier 2014 | 464 odonymes recensés à Soustons au 20 janvier 2014 | 464 odonymes recensés à Soustons au 20 janvier 2014 | 464 odonymes recensés à Soustons au 20 janvier 2014 | 464 odonymes recensés à Soustons au 20 janvier 2014 | 464 odonymes recensés à Soustons au 20 janvier 2014 | 464 odonymes recensés à Soustons au 20 janvier 2014 | 464 odonymes recensés à Soustons au 20 janvier 2014 | 464 odonymes recensés à Soustons au 20 janvier 2014 | 464 odonymes recensés à Soustons au 20 janvier 2014 | 464 odonymes recensés à Soustons au 20 janvier 2014 | 464 odonymes recensés à Soustons au 20 janvier 2014 |
| Allée                                               | Avenue                                              | Bld                                                 | Chemin                                              | Clos                                                | Impasse                                             | Montée                                              | Passage                                             | Place                                               | Pont                                                | Route                                               | Rue                                                 | Square                                              | Villa                                               | Autres                                              | Total                                               |
| --------------------------------------------------- | --------------------------------------------------- | --------------------------------------------------- | --------------------------------------------------- | --------------------------------------------------- | --------------------------------------------------- | --------------------------------------------------- | --------------------------------------------------- | --------------------------------------------------- | --------------------------------------------------- | --------------------------------------------------- | --------------------------------------------------- | --------------------------------------------------- | --------------------------------------------------- | --------------------------------------------------- | --------------------------------------------------- |
| 43                                                  | 32                                                  | 1                                                   | 8                                                   | 6                                                   | 19                                                  | 1                                                   | 2                                                   | 10                                                  | 2                                                   | 27                                                  | 58                                                  | 42                                                  | 4                                                   | 209                                                 | 464                                                 |
| Notes « N »                                         | Notes « N »                                         | 1. 2. 3. 4. 5. 6. 7. 8.                             | 1. 2. 3. 4. 5. 6. 7. 8.                             | 1. 2. 3. 4. 5. 6. 7. 8.                             | 1. 2. 3. 4. 5. 6. 7. 8.                             | 1. 2. 3. 4. 5. 6. 7. 8.                             | 1. 2. 3. 4. 5. 6. 7. 8.                             | 1. 2. 3. 4. 5. 6. 7. 8.                             | 1. 2. 3. 4. 5. 6. 7. 8.                             | 1. 2. 3. 4. 5. 6. 7. 8.                             | 1. 2. 3. 4. 5. 6. 7. 8.                             | 1. 2. 3. 4. 5. 6. 7. 8.                             | 1. 2. 3. 4. 5. 6. 7. 8.                             | 1. 2. 3. 4. 5. 6. 7. 8.                             | 1. 2. 3. 4. 5. 6. 7. 8.                             |
| Sources : rue-ville.info & OpenStreetMap            |                                                     |                                                     |                                                     |                                                     |                                                     |                                                     |                                                     |                                                     |                                                     |                                                     |                                                     |                                                     |                                                     |                                                     |                                                     |

### Risques majeurs
Le territoire de la commune de Soustons est vulnérable à différents aléas naturels : météorologiques (tempête, orage, neige, grand froid, canicule ou sécheresse), inondations, feux de forêts, mouvements de terrains et séisme (sismicité faible). Un site publié par le BRGM permet d'évaluer simplement et rapidement les risques d'un bien localisé soit par son adresse soit par le numéro de sa parcelle.

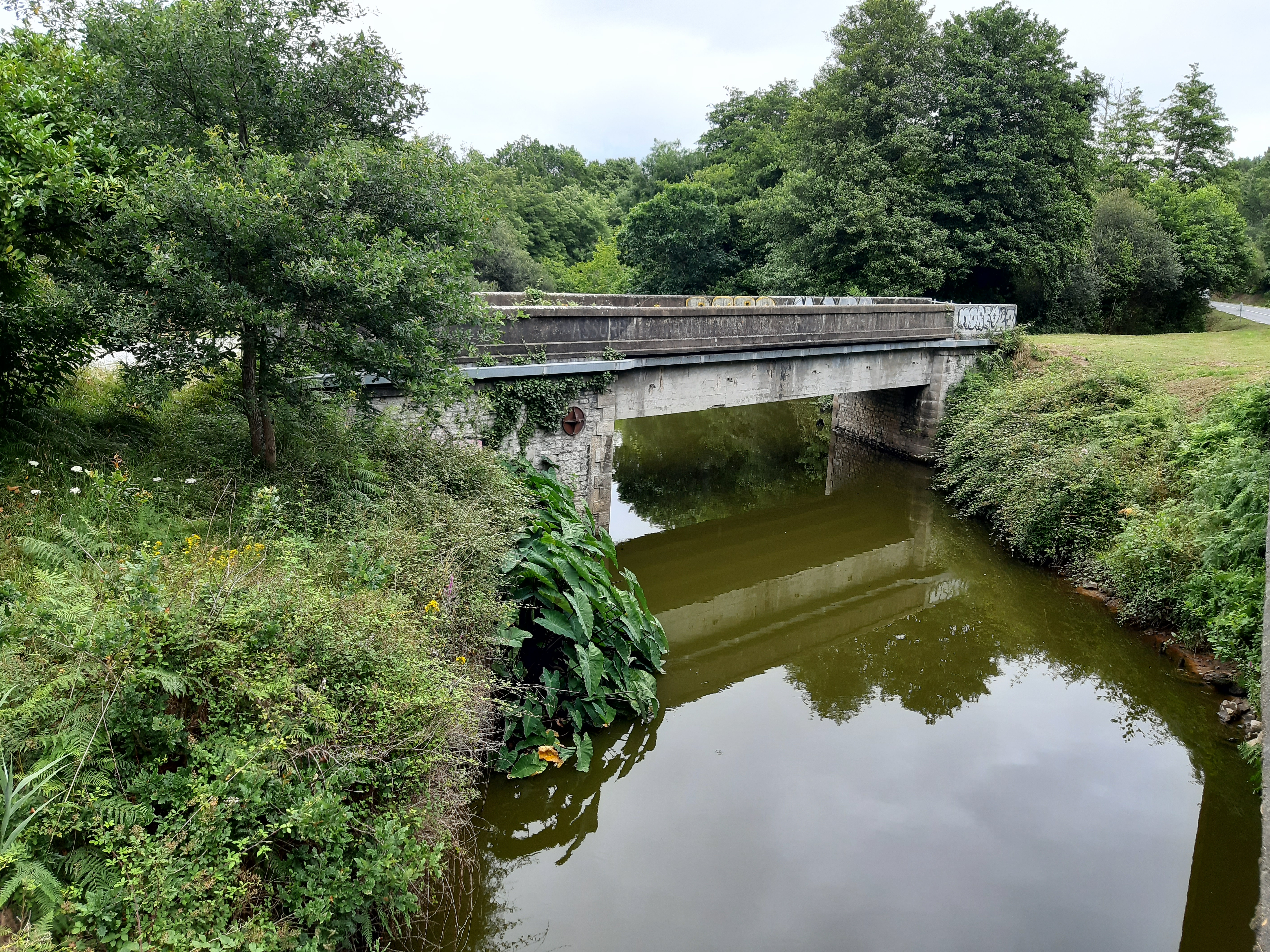
Le Courant de Soustons.

Certaines parties du territoire communal sont susceptibles d’être affectées par le risque d’inondation par submersion marine. La commune a été reconnue en état de catastrophe naturelle au titre des dommages causés par les inondations et coulées de boue survenues en 1988, 1989, 1999, 2009 et 2020 et au titre des inondations par remontée de nappe en 2021,.
Soustons est exposée au risque de feu de forêt. Depuis le 20 avril 2016, les départements de la Gironde, des Landes et de Lot-et-Garonne disposent d’un règlement interdépartemental de protection de la forêt contre les incendies. Ce règlement vise à mieux prévenir les incendies de forêt, à faciliter les interventions des services et à limiter les conséquences, que ce soit par le débroussaillement, la limitation de l’apport du feu ou la réglementation des activités en forêt. Il définit en particulier cinq niveaux de vigilance croissants auxquels sont associés différentes mesures,.
Les mouvements de terrains susceptibles de se produire sur la commune sont un recul du trait de côte et de falaises et des tassements différentiels.

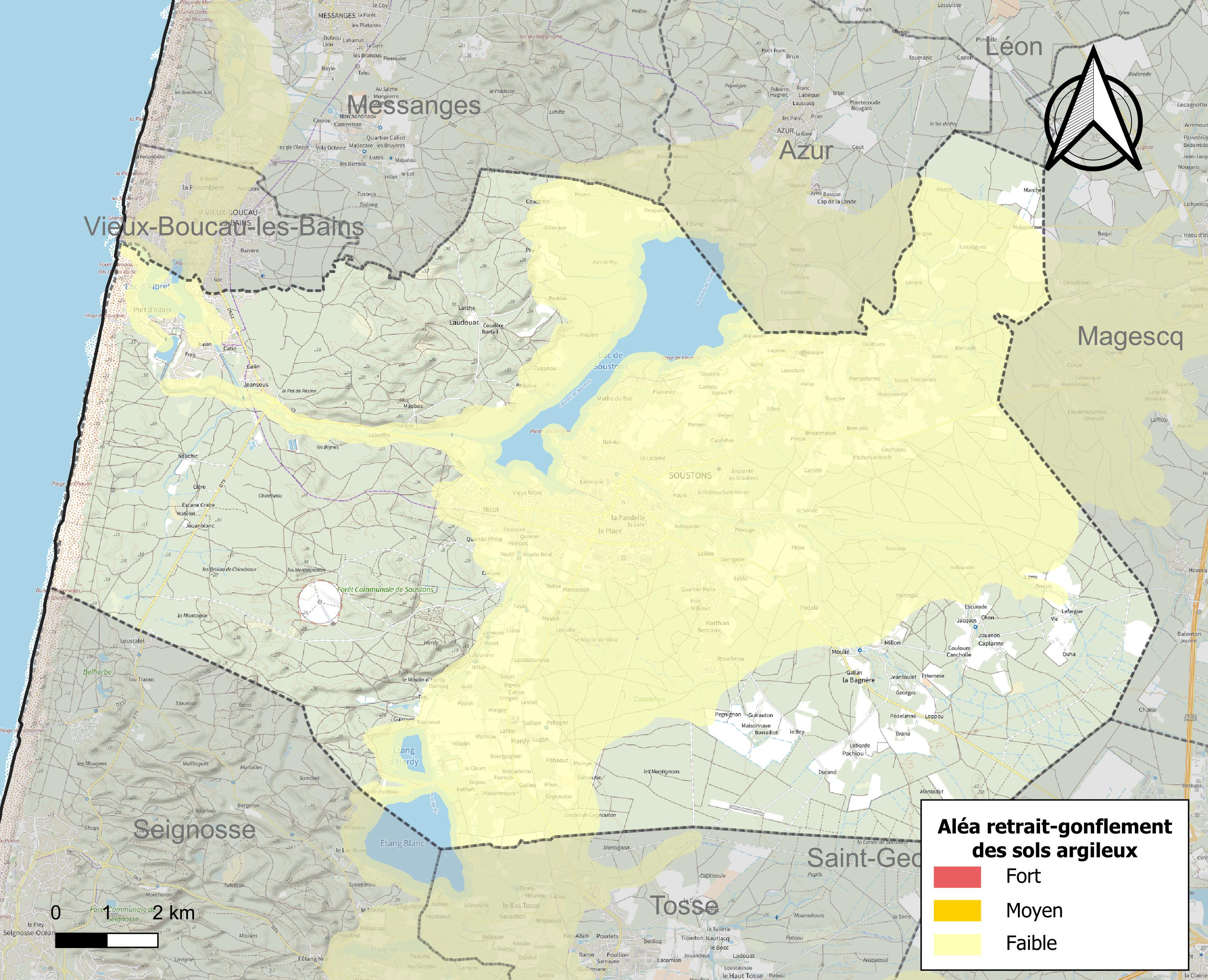
Carte des zones d'aléa retrait-gonflement des sols argileux de Soustons.

Le retrait-gonflement des sols argileux est susceptible d'engendrer des dommages importants aux bâtiments en cas d’alternance de périodes de sécheresse et de pluie. Aucune partie du territoire de la commune n'est en aléa moyen ou fort (19,2 % au niveau départemental et 48,5 % au niveau national). Sur les 4 103 bâtiments dénombrés sur la commune en 2019, aucun n'est en aléa moyen ou fort, à comparer aux 17 % au niveau départemental et 54 % au niveau national. Une cartographie de l'exposition du territoire national au retrait gonflement des sols argileux est disponible sur le site du BRGM,.
Concernant les mouvements de terrains, la commune a été reconnue en état de catastrophe naturelle au titre des dommages causés par des mouvements de terrain en 1999.

## Toponymie
Son nom occitan gascon est Soston.
Le nom de la localité est mentionné Sanctus Petrus de Sostono sur le cartulaire de Dax, puis Soston ou Souston à partir du XVIIe siècle.
Selon certaines sources, il s'agit d'un type toponymique basé sur le terme gascon sosta « pâturage », suivi du suffixe diminutif -on, utilisé en Béarn et Bigorre et peut-être bien transporté par les pasteurs transhumants de jadis.
Une étymologie anglaise du type *South Town n'est soutenue ni par les formes anciennes, ni par les spécialistes. En effet, le duché d'Aquitaine et ses élites parlaient la langue d’oc, tout comme le peuple, malgré la souveraineté du roi d'Angleterre — du mariage d'Aliénor à la bataille de Castillon (1453) — lui-même parlant une variante de l'ancien français au moins jusqu'au XVe siècle, tandis que l'élite anglaise et une partie de la classe moyenne ont parlé l'anglo-normand jusqu'au XIVe siècle. On trouve bien deux toponymes de formation tardive se référant à des bastides dédicacées directement à de hauts personnages anglais : Hastingues (d'après John Hastings), Libourne (ancienne Condate, d'après Roger de Leybourne) et la transposition du nom de la ville anglaise de Lincoln, altérée en Nicole,, mais aucune création toponymique, car les anglophones étaient trop peu nombreux et arrivés trop tardivement pour pouvoir influencer la langue locale et la toponymie.

## Histoire
Dans son essai Aux origines de Soustons - Esquisse de l'histoire d'un village landais jusqu'à la Révolution, le professeur Pierre Traimond souligne l'influence des différentes invasions du premier millénaire en commençant par les Romains. L'auteur traite de la période qui va de l'invasion romaine à la fin de la domination anglaise en 1451, en mettant l'accent sur la pérennité des structures agraires, villae romaines, alleux francs, seigneuries-caveries de la coutume de 1300, même si cette chronologie est contestée.
Puis il étudie la période royale qui commence à Henri IV et voit les souverains essayer d'imposer la taille, puis la capitation, à des populations pauvres défendant leurs privilèges avec succès. Une dernière partie marque le tournant centralisateur de la Révolution à partir de la réunion des Etats Généraux et les cahiers de doléances, de la création du département des Landes, du gouvernement de la Terreur et du code civil qui modifie les conditions du métayage.
Lente à s'adapter aux plantes importées d'Amérique, haricots, tomates, pommes de terre, maïs, la population, pauvre, garde son caractère rural, en se nourrissant jusqu'en 1914 d'escauton, sorte de polenta de maïs, et de méture, pain traditionnel à base de farine de maïs.
Voici le portrait de la commune que rédige le curé Daugareil en 1888 . : 

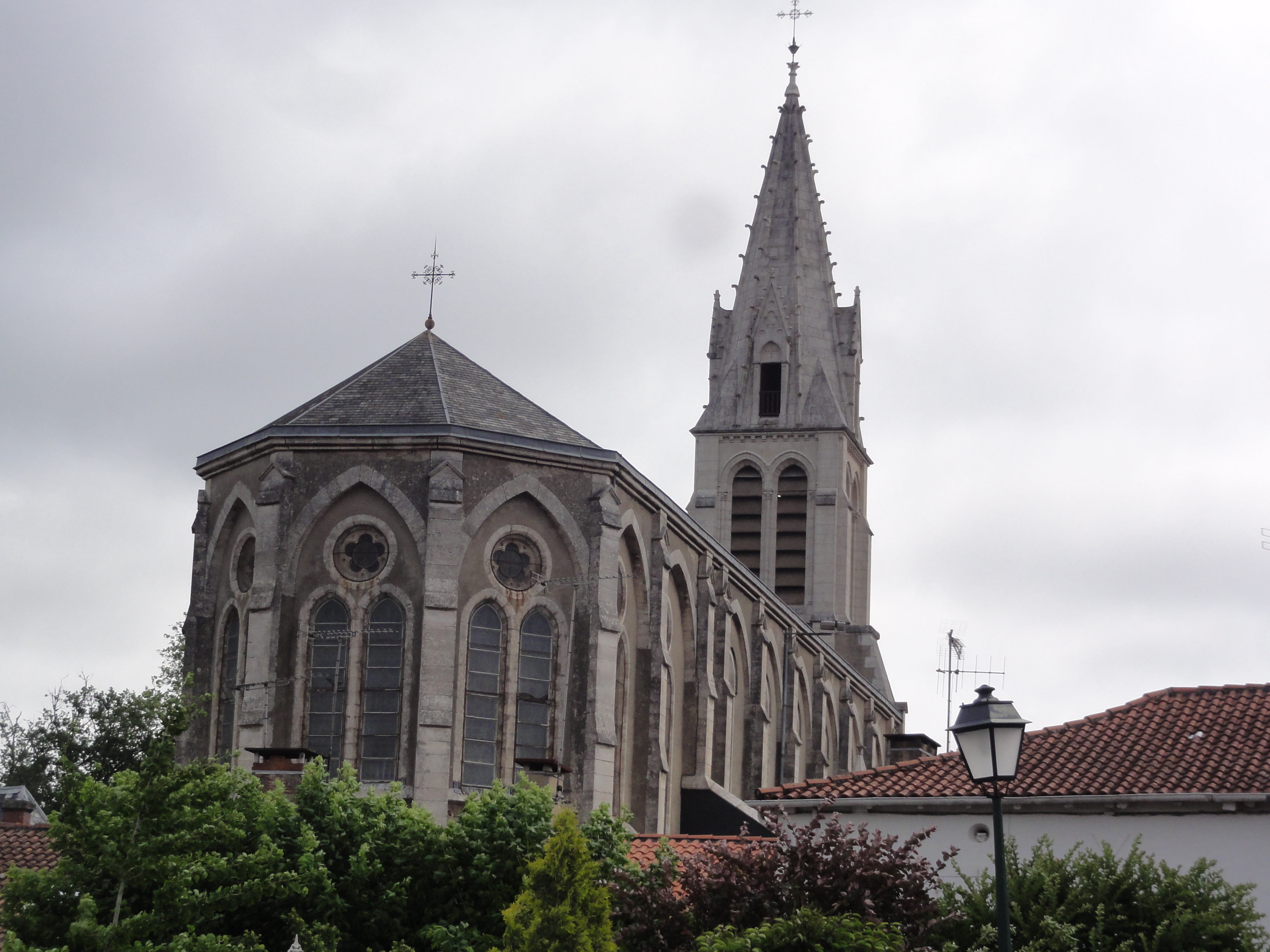
L'église Saint-Pierre de Soustons.

"Sa population, d’après le recensement dernier, est de trois mille huit cent quarante-deux habitants,
tous catholiques. Il n’y a qu’une seule église, et son patron est saint Pierre, chef des Apôtres [...] Soustons possède une école toute neuve de garçons bâtie dans l’espoir d’y mettre des instituteurs congréganistes, mais les circonstances ont fait que les laïcs ont continué de faire l’école, et du reste on n’a pas eu à s’en plaindre jusqu’à présent. L’école des filles, construite comme celle des garçons, non loin du presbytère et près de la place de
la Course en 1857, fut confiée aux Filles de la Croix, en qualité d’institutrices communales, fonctions
qu’elles remplissaient déjà à ce titre depuis 1847 dans une maison louée par la commune [...] Pour les usages et les pratiques locales, les baptêmes sont tranquilles, les mariages occasionnent quelque amusement, pas toujours. Rien d’ailleurs de scandaleux pour la morale, que je sache. Et quant aux fêtes, elles ne sont que religieuses, sauf les séances aux cabarets, parfois trop longues, et la fête locale qui offre, comme partout, trop d’occasions aux excès, bruits mondains, divertissements et désordres de tout genre [...] Partout le peuple est porté à la superstition, mais plus il est religieux et éclairé de la divine lumière, plus il se défait de la défroque païenne. Ici on parle de hitillaires ( ailleurs sorcières) ; on les craint un peu, on en redoute plus la réputation."

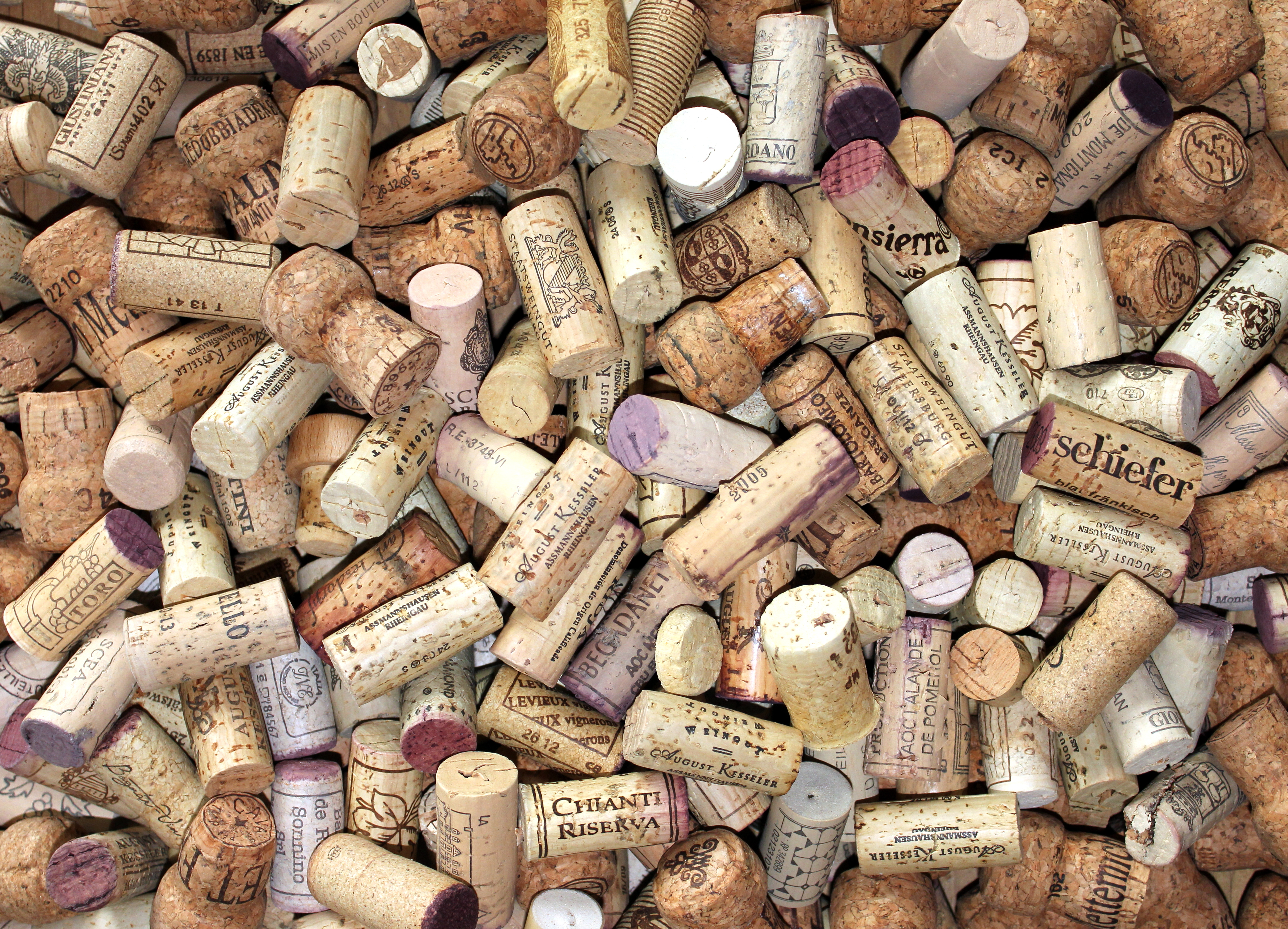
Bouchons en liège

L'essor économique de la ville est lié à l'exploitation du chêne-liège, appelé aussi corsier, qui trouve sur la côte méridionale des Landes des sites favorables, où il se reproduit spontanément. Dès le milieu du XIXème siècle, des petits ateliers artisanaux apparaissent, à Tosse en 1844, à Soustons et Vieux-Boucau-les-Bains en 1845, tournés principalement vers la fabrication de bouchons. S'agissant seulement d'un artisanat local, ce façonnage se fait entièrement à la main, à l'aide d'un couteau. Dans les années 1860, la mécanisation s'impose et l'on passe à une étape industrielle avec la création de plusieurs établissements dans les régions du Marensin et de Maremne. En 1887, la fabrique Au Liégeur est construite à Soustons. Au tournant du XXe siècle, la ville devient la capitale du bouchon. Soustons compte jusqu'à 700 emplois liés à cette activité, pour une ville d'environ 4 000 habitants. Quelques grandes familles règnent autour de multiples petits artisans.
Dans l'entre-deux-guerres, alors que la production va se diversifier avec la fabrication des agglomérés de liège (permettant d'utiliser le liège mâle et les déchets du façonnage des bouchons), l'exploitation intensive du chêne-liège local va s'effondrer au profit d'un liège importé du Portugal, d'Espagne et des pays du Maghreb.
En 1939, Soustons accueille des habitants de Huningue à la suite de l'évacuation de l'Alsace. Les deux villes sont jumelées depuis 1979.

## Héraldique
| Blason | Blasonnement : D'argent à la champagne soudée d'or chargée d'une mer fascée engrêlée d'argent et d'azur de quatre pièces, au chêne-liège de sinople au fût arraché aussi d'argent chargé d'une fasce de tenné, brochant sur la plaine, soutenu d'une coquille de gueules, au léopard du même passant sur la champagne et brochant sur le fût de l'arbre |

## Politique et administration

### Liste des maires
| Période                                  | Période       | Identité                        | Étiquette                | Qualité |
| ---------------------------------------- | ------------- | ------------------------------- | ------------------------ | --- |
| 1790                                     | 1791          | Jean-Paul Dupriret              |                          | Médecin |
| 1791                                     | 1793          | Jean Laulhe-Laborde             |                          | |
| 1790                                     | 1791          | Dupriret fils                   |                          | décède en fonction |
| 1793                                     | 1795          | Gérard Doussau                  |                          | Procureur fiscal, suspendu après Thermidor                                                                                 |
| 1795                                     | 1799          | François Jacques Ducasse        |                          | Notaire, probablement suspendu après le 18 brumaire                                                                        |
| 1799                                     | 1800          | Jean Laborde                    |                          | |
| 1800                                     | 1802          | Joseph François Jacques Ducasse |                          | Notaire |
| 1802                                     | 1807          | Jean-François Dusserre          |                          | |
| 1807                                     | 1814          | Gérard Doussau                  |                          | Magistrat, propriétaire. Suspendu par Napoléon I                                                                           |
| 1814                                     | 20 mars 1815  | Jean-Baptiste Dusserre          |                          | Maire pendant la 1ère Restauration. Suspendu au retour de Napoléon I                                                       |
| avril 1815                               | 19 août 1815  | Gérard Doussau                  |                          | Magistrat, propriétaire. Maire pendant les 100 jours puis suspendu                                                         |
| 20 août 1815                             | juillet 1821  | Alex de Saint-Martin Lacaze     | Royaliste                | |
| juillet 1821                             | janvier 1826  | François du Bourg               | Conservateur             | Juge de Paix |
| janvier 1826                             | 1830          | Alex de Saint-Martin Lacaze     | Royaliste                | démissionnaire |
| 1830                                     | 1840          | François du Bourg               | Conservateur             | Juge de Paix, se consacre ensuite au Conseil Général                                                                       |
| 1840                                     | 1845          | Jean-Baptiste Dusserre          |                          | |
| 1845                                     | 1848          | François du Bourg               | Conservateur             | Propriétaire, Juge de paix                                                                                                 |
| 1848                                     | 1857          | Pierre-Adolphe Lafitte          |                          | Médecin |
| 1857                                     | 1870          | Jean-Pierre Duboscq             |                          | Propriétaire |
| 1870                                     | 1872          | Théodose Dupont                 | Conservateur             | Notaire. Démissionnaire en 1872                                                                                            |
| 1872                                     | 1874          | François Sainte Marie           | Radical                  | Propriétaire, industriel                                                                                                   |
| 1874                                     | 1878          | Alphonse Doussau                | Conservateur             | Propriétaire, magistrat |
| 1878                                     | 1882          | François Sainte Marie           | Radical                  | Propriétaire, Industriel                                                                                                   |
| 1882                                     | 1892          | Alphonse Doussau                | Conservateur             | Propriétaire, magistrat |
| 1892                                     | 1901          | Alfred Senac                    | Radical                  | conseiller général du canton de Soustons (1883-1901). Décède en 1901                                                       |
| 1901                                     | 1905          | Alfred Lestage                  |                          | Décède en 1905 |
| 1905                                     | 1919          | Gustave Lasalle                 | Républicain Nationaliste | conseiller général du canton de Soustons (1901-1913)                                                                       |
| 1919                                     | 1935          | Emile Nougaro                   | Radical                  | Propriétaire, Médecin |
| 1935                                     | 1945          | Pierre Labatut                  |                          | |
| 1945                                     | 1947          | Louis Lavielle                  |                          | Limonadier. Ne se représente pas en 1947                                                                                   |
| 1947                                     | 1950          | Emile Nougaro                   | Radical                  | Propriétaire, Médecin |
| 1950                                     | 1952          | Paul Testemale                  | SFIO                     | ancien Secrétaire de Mairie                                                                                                |
| 1952                                     | 1977          | Pierre Barrere                  | UDR-RPR                  | Médecin, conseiller général du canton de Soustons (1970-1982)                                                              |
| 1977                                     | 1983          | Jean Nougaro                    | UDF                      | Propriétaire, Ingénieur Polytechnicien                                                                                     |
| mars 1983                                | mars 2001     | Jean-Yves Montus                | PS                       | Instituteur conseiller général du canton de Soustons (1982-1994)                                                           |
| mars 2001                                | mars 2008     | Charles Mauvoisin               | UMP                      | Pharmacien |
| mars 2008                                | décembre 2016 | Jean-Yves Montus                | PS                       | Instituteur retraité Président de l'Association des maires des Landes conseiller général du canton de Soustons (2001-2008) |
| décembre 2016                            | En cours      | Frédérique Charpenel            | PS                       | Conseillere régionale Nouvelle-Aquitaine (2021-)                                                                           |
| Les données manquantes sont à compléter. |               |                                 |                          | |

### Jumelages
- Huningue (France)

### Démographie
| 1793  | 1800  | 1806  | 1821  | 1831  | 1836  | 1841  | 1846  | 1851  |
| ----- | ----- | ----- | ----- | ----- | ----- | ----- | ----- | ----- |
| 2 504 | 2 578 | 2 516 | 2 247 | 2 508 | 2 560 | 2 783 | 2 846 | 3 123 |

| 1856  | 1861  | 1866  | 1872  | 1876  | 1881  | 1886  | 1891  | 1896  |
| ----- | ----- | ----- | ----- | ----- | ----- | ----- | ----- | ----- |
| 3 164 | 3 285 | 3 582 | 3 458 | 3 578 | 3 704 | 3 842 | 3 848 | 3 902 |

| 1901  | 1906  | 1911  | 1921  | 1926  | 1931  | 1936  | 1946  | 1954  |
| ----- | ----- | ----- | ----- | ----- | ----- | ----- | ----- | ----- |
| 3 946 | 3 888 | 3 951 | 3 711 | 3 773 | 3 763 | 3 702 | 3 923 | 4 034 |

| 1962  | 1968  | 1975  | 1982  | 1990  | 1999  | 2004  | 2006  | 2009  |
| ----- | ----- | ----- | ----- | ----- | ----- | ----- | ----- | ----- |
| 4 242 | 4 522 | 5 127 | 5 102 | 5 283 | 5 743 | 6 560 | 6 794 | 7 240 |

| 2014  | 2019  | 2022  | - | - | - | - | - | - |
| ----- | ----- | ----- | - | - | - | - | - | - |
| 7 611 | 8 235 | 8 445 | - | - | - | - | - | - |

## Lieux et monuments

### Édifices
- Propriété de Latche. Elle est connue pour avoir été l'un des lieux de résidence de l'ancien président de la République française, François Mitterrand. Durant sa présidence, il y reçoit des chefs d'État comme Helmut Kohl, Helmut Schmidt, Willy Brandt, Felipe González, Shimon Peres, Mario Soares ou Mikhaïl Gorbatchev (en visite officielle le 31 octobre 1991)[41].
- Arènes Henri Canelas, dont la première construction remonte à 1914. Elles sont surtout dédiées à la course landaise et accueillent des spectacles folkloriques landais (bandas, échassiers) en période estivale[42].
- La Marensine, centre d'arts chorégraphiques, bâtiment  à la façade Art déco inauguré en 1932

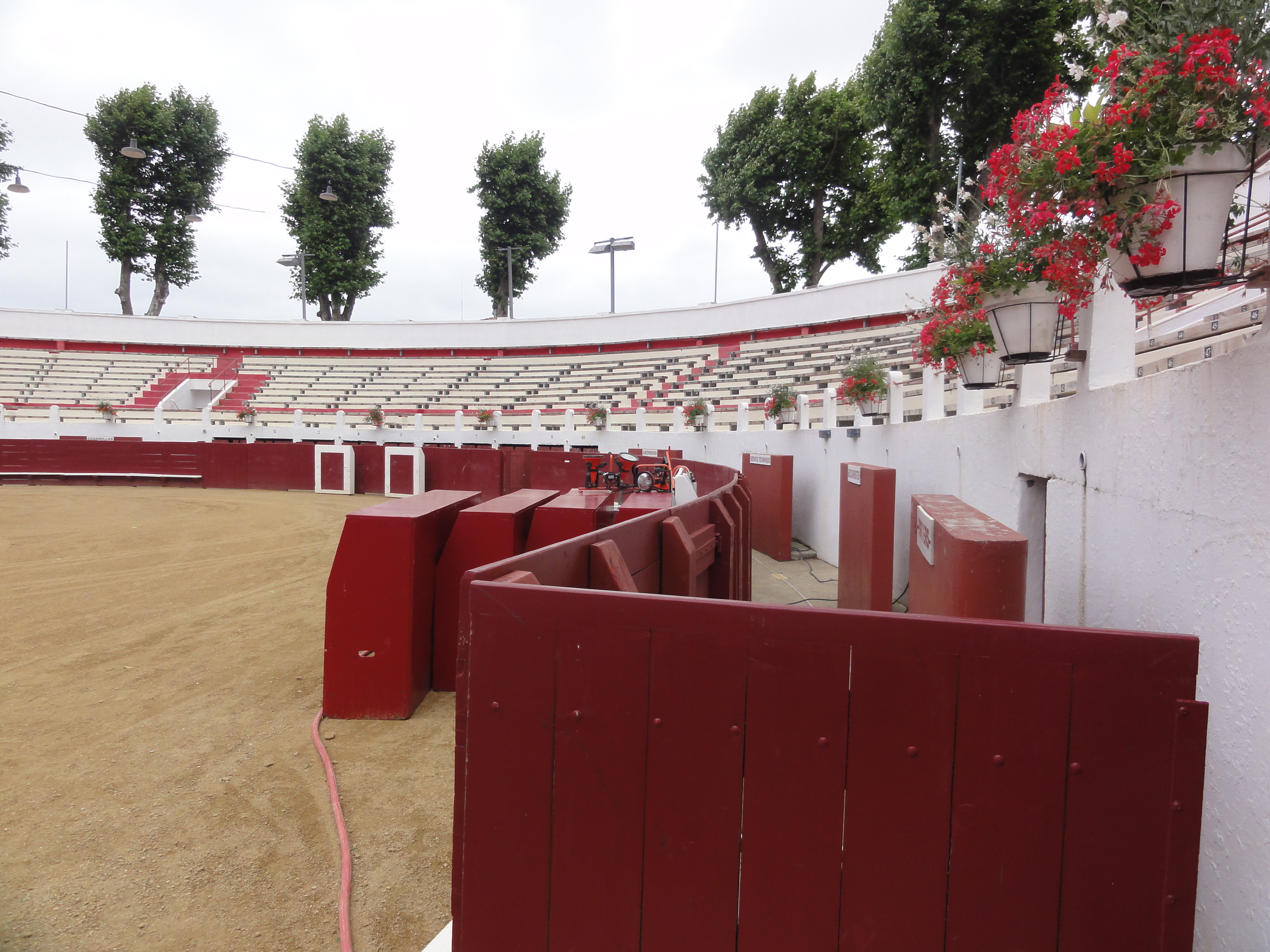
Les arènes Henri Canelas.

- Ferme Darrigade. Elle produit les cacahuètes de Soustons[43].
- Médiathèque de Soustons, inaugurée en 2020
- Église Saint-Pierre de Soustons
- Mémorial François Mitterrand (statue le représentant en marche avec son labrador)
- Musée des traditions et des vieux outils
- Pavillon Landais, hôtel-restaurant
- Au Liégeur, fabrique de produits en liège naturel depuis 1887. L'entreprise a reçu en 2018 le label Entreprise du patrimoine vivant[44].
- Émetteur LORAN-C de Soustons

### Sites naturels
- Soustons-plage
- Forêt des Landes

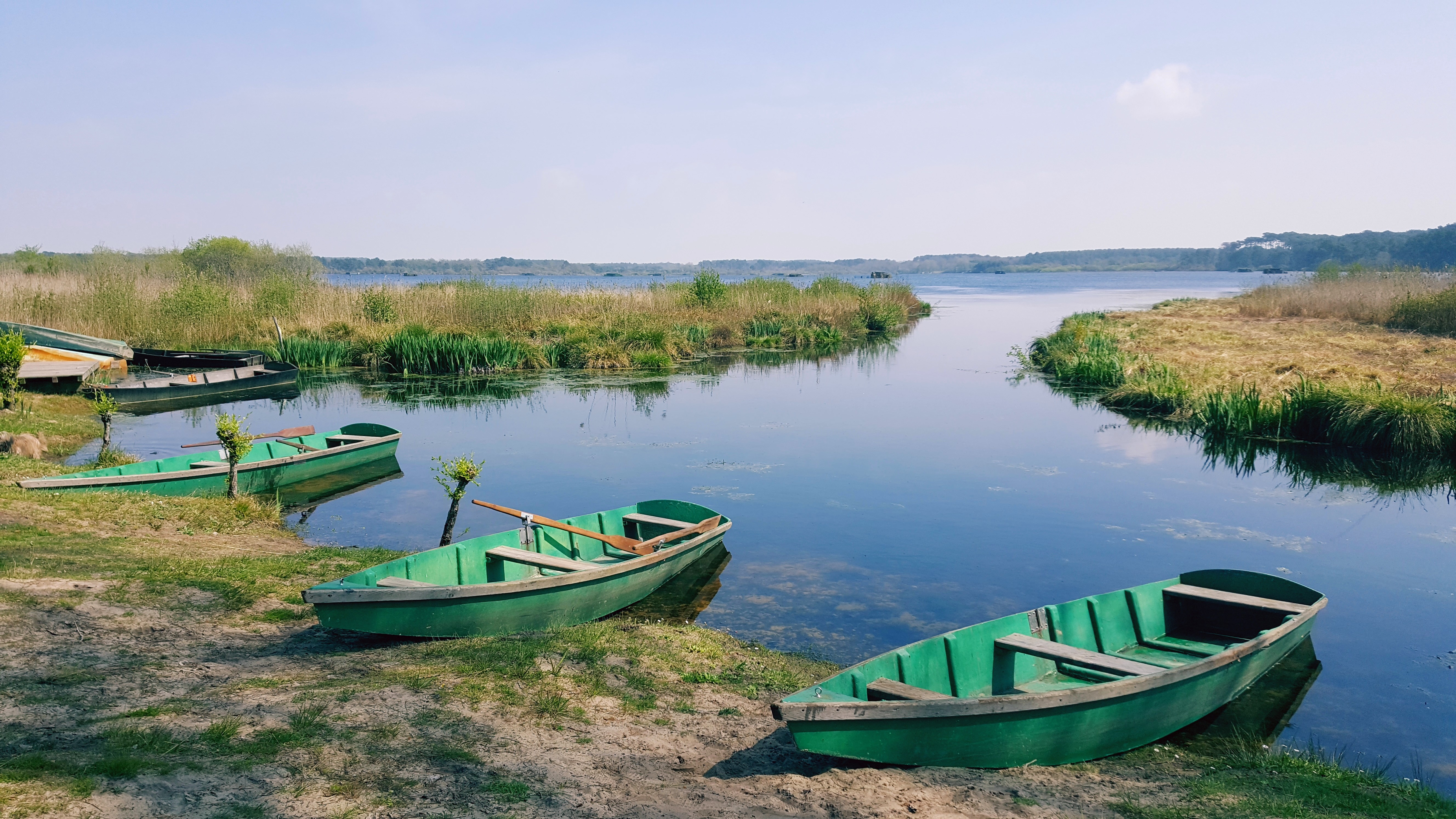
L'Étang Blanc.

- Lacs et étangs : étang de Soustons, étang de Hardy, étang Blanc, étang de Pinsolle, lac marin de Port d'Albret
- Courant de Soustons, un petit fleuve côtier
- Parc de la Pointe des Vergnes, jardin public situé sur les bords de l'étang de Soustons planté de cyprès chauves

### Campings et résidences de vacances
- Sandaya Soustons
- L'Airial
- Bathurt
- UCPA Soustons-Plage
- Villages clubs du soleil Soustons

## Personnalités liées à la commune

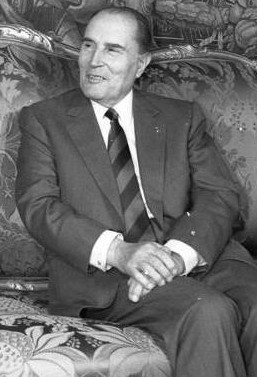
François Mitterrand en 1988.

- François Mitterrand (1926-1996), homme d'état, président de la République
- Robert Lassalle (1882-1940), homme politique, député des Landes, ministre des pensions
- Roger Hanin (1925-2015), acteur, réalisateur, producteur et écrivain. L'espace culturel de Soustons porte son nom
- Alain Ducasse, chef cuisinier. Il fait son apprentissage au restaurant le Pavillon Landais de Soustons
- Guillaume Nouaux, batteur de jazz, auteur, compositeur et chef d'orchestre. Il fonde le South Town Jazz Festival en 2016
- Marin Ledun, romancier et essayiste
- Louis-Augustin Auguin (1824-1903), peintre, chef de file de l’école paysagiste de Saintonge. Il visite la commune et consacre deux tableaux à ses paysages : Étang de Soustons et Courant de Soustons

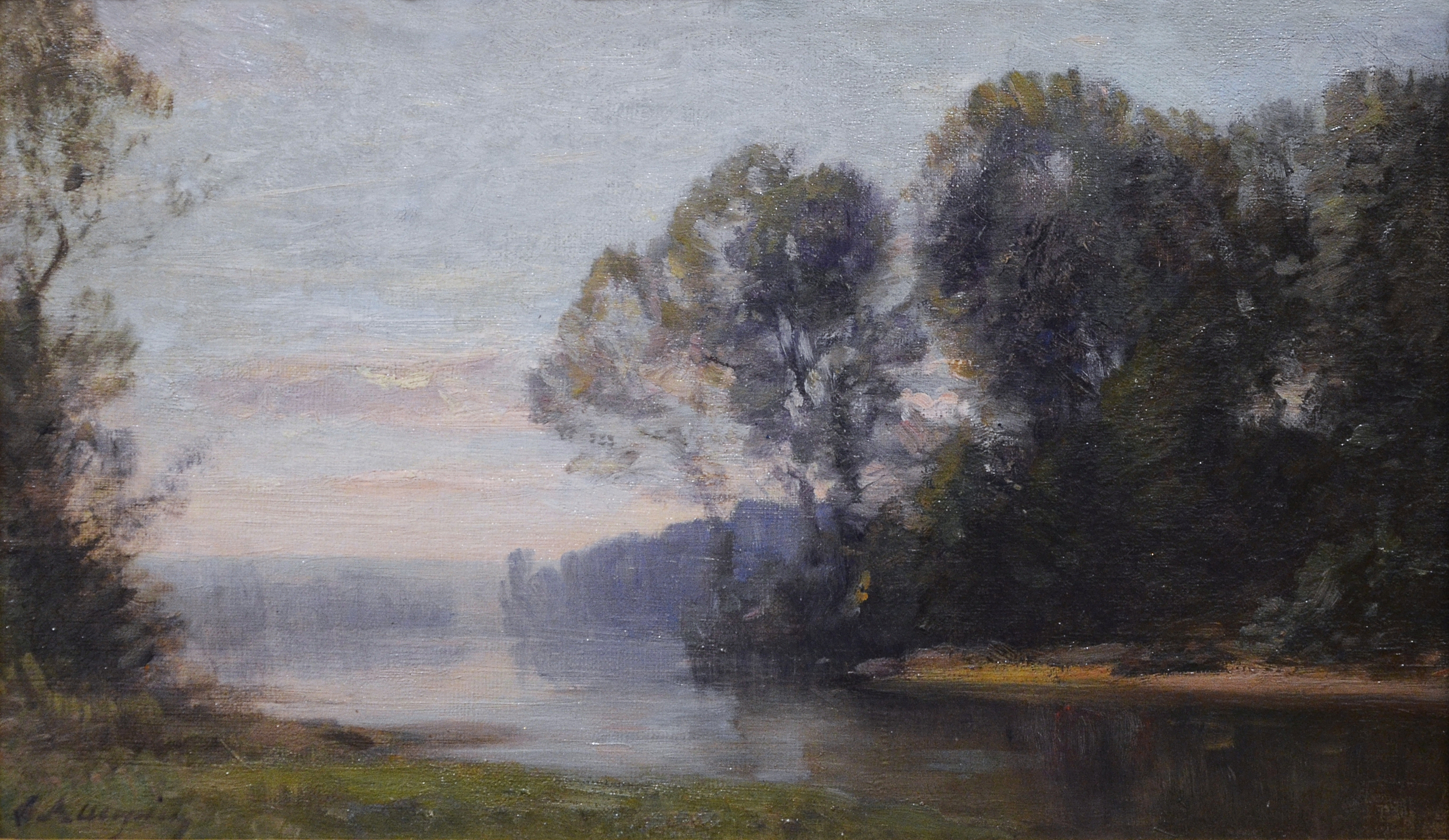
Le paysage Étang de Soustons de Louis-Augustin Auguin.

- Bernard Traimond, anthropologue, professeur d'université, éthnologue
- Arnaud Binard, acteur, réalisateur et producteur de cinéma
- Mireille Provence, collaboratrice dans le Vercors, morte à Soustons
- Bernard Pontneau, président de la Section paloise
- Jean Laudouar, joueur de rugby à XV
- Jean-Claude Hiquet, joueur de rugby à XV
- André Dupuy, nonce apostolique au Bénin puis au Ghana (en) et Togo, au Venezuela (en), auprès de la Communauté européenne et à Monaco (en) et enfin aux Pays-Bas (en).
- Cirque Le Roux, compagnie de cirque contemporain basée à Soustons[45].

## Sports et manifestations culturelles

### Clubs
- L'Association sportive soustonnaise omnisports (ASS), et ses différentes sections sportives :
  - Le rugby à XV est pratiqué à Soustons depuis 1903. Le SC Soustons est créé en 1905 mais son activité décline rapidement. L'US Soustons et l'Avant-Garde voient respectivement le jour en 1909 et 1913. Ils sont remplacés par l'AS Soustons en 1926[46].
  - ASS Badminton
  - ASS Tennis
  - ASS Running
  - ASS Pelote basque
- SCS Football Club
- Aviron Club soustonnais
- Club de voile de Soustons Marensin
- Surf Club Soustons
- Écureuils de Soustons (gymnastique)
- Comité des Landes de pétanque

### Équipements sportifs

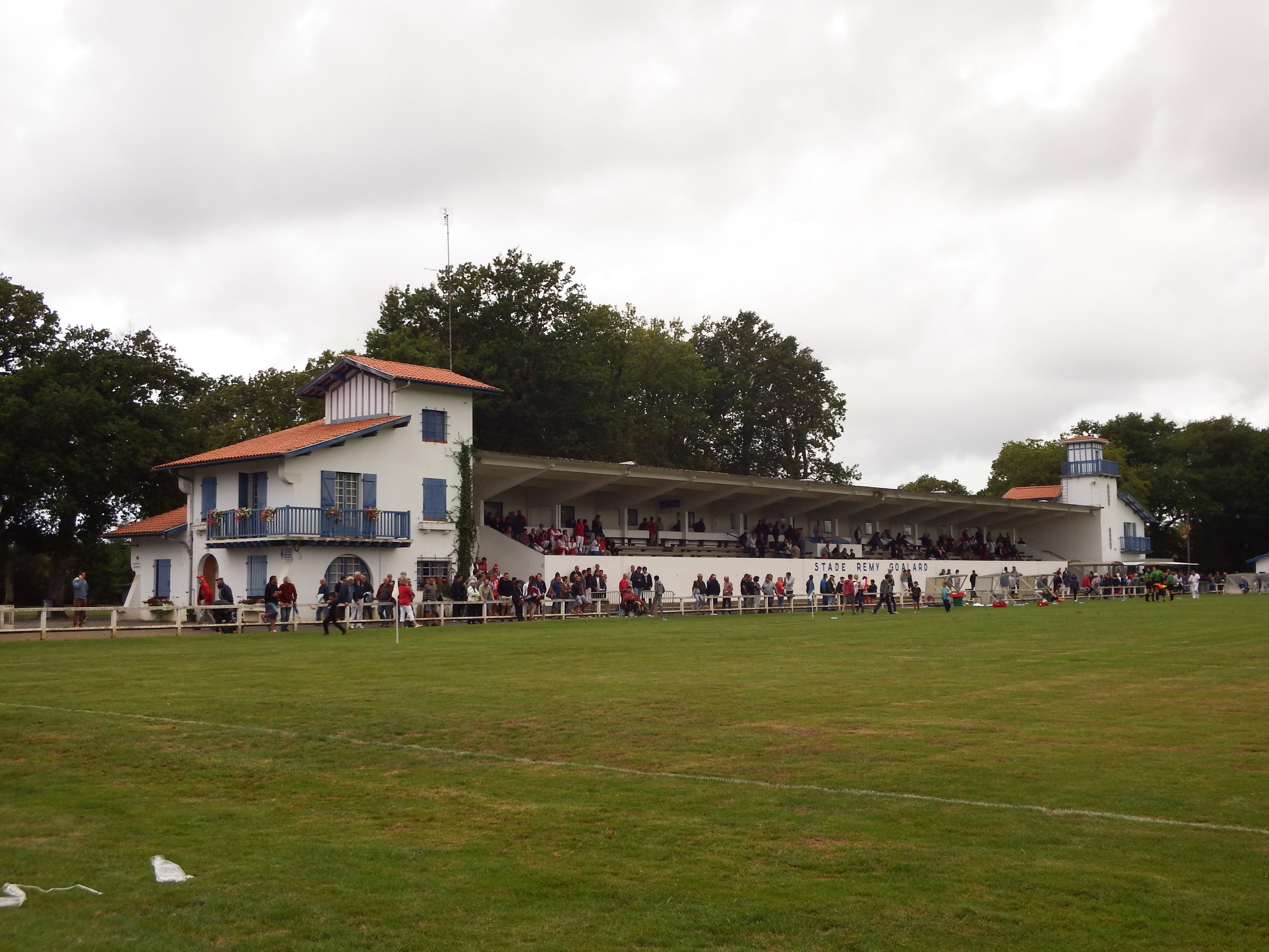
Stade Rémy-Goalard.

- Centre sportif de l'Isle Verte, centre de préparation aux  J.O. 2024[47].
- Stade Rémy-Goalard
- Bassin et tour d'aviron Bernard-Bourandy
- Golf de Pinsolle
- Pôle nautique de Soustons plage
- Base de Laurens (voile)
- Boulodrome couvert
- Gymnase des écureuils
- Skatepark

### Manifestations culturelles
- Fêtes de Soustons. Elles se déroulent traditionnellement le premier week-end du mois d'août[48].
- Spectacle folklorique Landes Émotions, en période estivale[49]
- Festival d'hiver Arte Flamenco, janvier
- South Town Jazz Festival, mars[50]
- Festival Opéra des Landes, juillet
- Mois de la danse, novembre[51]